# Jumdžágín Cedenbal
Jumdžágín Cedenbal (17. září 1916 Ulángom - 24. dubna 1991 Moskva, mongolsky Юмжаагийн Цэдэнбал) byl mongolský politik, který stál přes 30 let v čele Mongolské lidové republiky.

## Kariéra
Za stalinistické diktatury Chorlogína Čojbalsana se Cedenbal stal generálním tajemníkem ústředního výboru Mongolské lidové revoluční strany. Po Čojbalsanově smrti v roce 1952 se Cedenbal stal též předsedou vlády Mongolské lidové republiky. V letech 1952 až 1964 se mu podařilo vypořádat se svými soupeři v ústředním výboru Mongolské lidové revoluční strany. V roce 1979 se stal maršálem.
Za Cedenbalovy vlády došlo k určitému uvolnění oproti Čojbalsanově diktatuře, jednostranná orientace Mongolské lidové republiky na Sovětský svaz však pokračovala. V době sovětsko-čínských pohraničních sporů Cedenbal bezvýhradně podpořil Sovětský svaz.
V roce 1984 byl Cedenbal odstaven od moci a nahrazen Džambynem Batmönchem. Spolu s manželkou se odstěhoval do Moskvy, kde v roce 1991 zemřel. Je pohřben v Mongolsku, kam bylo jeho tělo po smrti převezeno.

## Osobní život
Jumdžágín Cedenbal byl dörvötský Mongol. Jeho manželka byla Ruska, Anastasija Ivanovna Filatovová (Анастасия Ивановна Филатова). Stala se též členkou ústředního výboru Mongolské lidové revoluční strany.